# Устрнул, Либор
Либор Устрнул (чеш. Libor Ustrnul; род. 20 февраля 1982, Штернберк, Чехословакия) — чешский хоккеист, защитник. Чемпион мира среди молодёжных команд 2001 года.

## Карьера
Еще в юниорском возрасте отправился в Северную Америку, играл в юниорских и низших заокеанских лигах.
В составе молодёжной сборной Чехии Устрнул стал чемпионом мира в 2001 году.
В 2002 году выиграл Кубок Колдера, выступая в АХЛ за «Чикаго Вулвз».
В 2005 году вернулся в Чехию. Играл 3 сезона в чешской Экстралиге за «Карловы Вары». Завершил карьеру в 2010 году.
Обладал очень внушительными габаритами, считался защитником силового плана. Всего за карьеру заработал 1031 штрафную минуту.

## Статистика
- Чешская экстралига — 94 игры, 2 очка (0+2)
- Чемпионат Финляндии — 11 игр, 2 очка (0+2)
- Хоккейная лига Онтарио — 190 игр, 48 очков (5+43)
- АХЛ — 125 игр, 7 очков (2+5)
- Хоккейная лига США — 55 игр, 7 очков (2+5)
- Центральная хоккейная лига — 21 игра, 2 очка (0+2)
- Лига Восточного побережья — 19 игр, 6 очков (1+5)
- Всего за карьеру — 515 игр, 74 очка (10 шайб + 64 передачи)